# Casey Bailey
Casey Bailey, född 22 oktober 1991, är en amerikansk professionell ishockeyforward som spelar för Växjö Lakers HC i SHL. Han har tidigare spelat för Toronto Maple Leafs och Ottawa Senators i National Hockey League (NHL); HC Slovan Bratislava i Kontinental Hockey League (KHL); Toronto Marlies, Binghamton Senators; Bridgeport Sound Tigers och Charlotte Checkers i American Hockey League (AHL); South Carolina Stingrays i ECHL; Penn State Nittany Lions i National Collegiate Athletic Association (NCAA) och Omaha Lancers i United States Hockey League (USHL).
Bailey blev aldrig NHL-draftad.

## Statistik
| 2009–2010   | Alberni Valley Bulldogs  | BCHL        | 51 | 13 | 11 | 24 | 43 | 13 | 0 | 2 | 2 | 2 |
| 2010–2011   | Alberni Valley Bulldogs  | BCHL        | 60 | 28 | 30 | 58 | 74 | 4  | 4 | 3 | 7 | 4 |
| 2011–2012   | Omaha Lancers            | USHL        | 60 | 27 | 32 | 59 | 83 | 4  | 2 | 2 | 4 | 4 |
| 2012–2013   | Penn State Nittany Lions | NCAA        | 23 | 12 | 13 | 25 | 26 | —  | — | — | — | — |
| 2013–2014   | Penn State Nittany Lions | NCAA        | 32 | 9  | 4  | 13 | 20 | —  | — | — | — | — |
| 2014–2015   | Toronto Maple Leafs      | NHL         | 6  | 1  | 0  | 1  | 2  | —  | — | — | — | — |
|             | Penn State Nittany Lions | NCAA        | 37 | 22 | 18 | 40 | 37 | —  | — | — | — | — |
| 2015–2016   | Toronto Marlies          | AHL         | 38 | 4  | 14 | 18 | 16 | —  | — | — | — | — |
|             | Binghamton Senators      | AHL         | 30 | 7  | 14 | 21 | 10 | —  | — | — | — | — |
| 2016–2017   | Ottawa Senators          | NHL         | 7  | 0  | 0  | 0  | 0  | —  | — | — | — | — |
|             | Binghamton Senators      | AHL         | 62 | 21 | 16 | 37 | 20 | —  | — | — | — | — |
| 2017–2018   | Bridgeport Sound Tigers  | AHL         | 76 | 18 | 23 | 41 | 25 | —  | — | — | — | — |
| 2018–2019   | HC Slovan Bratislava     | NHL         | 45 | 1  | 4  | 5  | 26 | —  | — | — | — | — |
| 2019–2020   | Växjö Lakers HC          | SHL         | 28 | 7  | 4  | 11 | 30 | —  | — | — | — | — |
|             | Charlotte Checkers       | AHL         | 5  | 1  | 2  | 3  | 0  | —  | — | — | — | — |
|             | South Carolina Stingrays | ECHL        | 9  | 8  | 3  | 11 | 10 | —  | — | — | — | — |
| NHL totalt  | NHL totalt               | NHL totalt  | 6  | 1  | 0  | 1  | 2  | —  | — | — | — | — |
| AHL totalt  | AHL totalt               | AHL totalt  | 38 | 4  | 14 | 18 | 16 | —  | — | — | — | — |
| NCAA totalt | NCAA totalt              | NCAA totalt | 92 | 43 | 35 | 78 | 83 | —  | — | — | — | — |
| USHL totalt | USHL totalt              | USHL totalt | 60 | 27 | 32 | 59 | 83 | 4  | 2 | 2 | 4 | 6 |